# Consignatario de buques

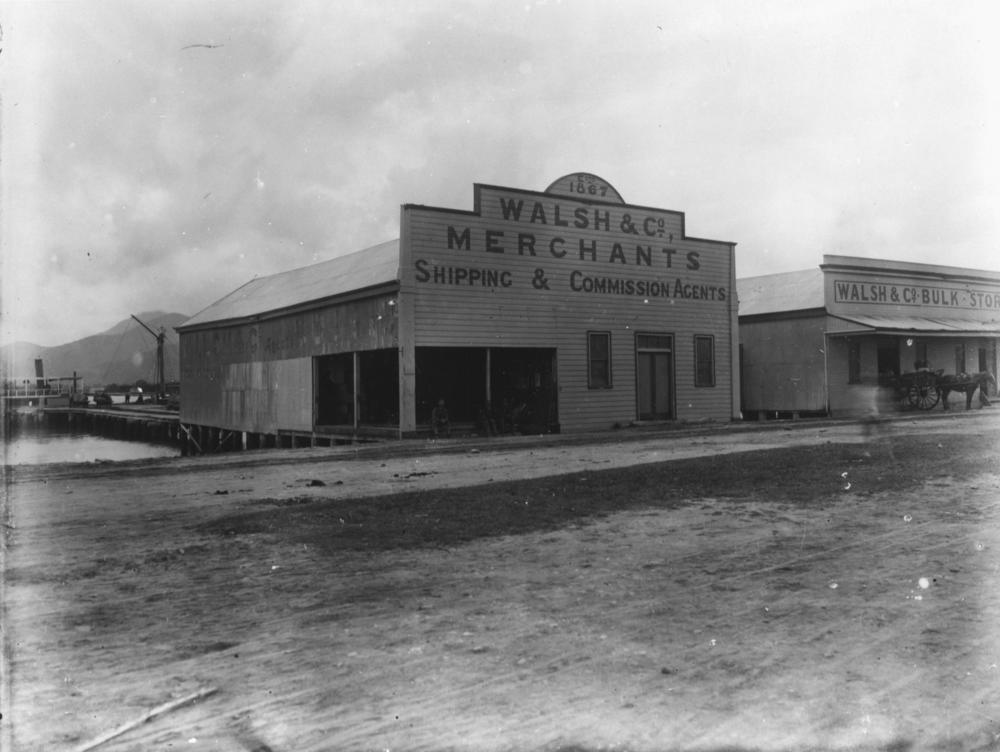
Edificio de los agentes marítimos Walsh & Co., imagen tomada en torno al año 1895

Un consignatario de buques, agente marítimo o agente consignatario de buques (en inglés, shipping agency o ship's agent) es un agente o intermediario independiente que actúa en nombre y por cuenta del propietario de un buque, ya sea naviero o armador en los puertos, y ejecuta las fases terrestres del transporte marítimo, entregando y recibiendo la carga. Puede representar a varias navieras.
El consignatario de buques, por cuenta del armador, negocia con las empresas estibadoras las tarifas correspondientes a la manipulación de mercancías en el puerto y la carga y descarga del buque. Normalmente, el consignatario del buque es también consignatario de la carga; actúa en nombre del armador como depositario de la mercancía mientras ésta se encuentra en la terminal portuaria.

## Funciones
Un agente marítimo tiene dos tipos de funciones:
- Comerciales: siempre tiene relación constante con transitarios y cargadores para ofrecerles los servicios de transporte de la naviera; contrata los transportes para el buque.
- Operativas: presta servicios al buque y a la tripulación, realizando las gestiones relacionadas con la estancia de un buque en puerto, como aprovisionamiento o limpieza de las bodegas...

Las responsabilidades del consignatario de un buque incluyen:
- Gestionar los permisos de atraque para el buque.
- Gestionar y contratar servicios de práctico y remolcador si son necesarios.
- Preparar la documentación para la autoridad portuaria y los servicios de aduana.
- Asistir al capitán en contactar con las autoridades locales y la capitanía marítima.
- Gestionar y contratar las provisiones necesarias para el buque, y organizar y coordinar su transporte y suministro.
- Gestionar el suministro de combustible («servicio de búnker») si es necesario.
- Gestionar las reparaciones necesarias.
- Organizar y coordinar actividades con los estibadores.
- Transmitir las instrucciones del armador del buque.

Cuando el consignatario de un buque también lo es de su carga, debe además afrontar las tareas propias de este último puesto:
- Comunicarse con los suministradores, proveedores y receptores de las mercancías y mantener informadas a las partes del estado de la recepción o la entrega.
- Proveer de la información necesaria concerniente las listas de navegación y los ratios de contenedores.
- Buscar salida a la carga a través de notificaciones de listados de escalas.
- Cerrar los tratos y concluir los acuerdos sobre la mercancía.
- Confeccionar y presentar la documentación que se requiera relativa a la carga (notas de entrega, permisos de entrega, órdenes de entrega).
- Completar los trámites y formalidades necesarias referentes a la entrega o recepción de las mercancías.
- Buscar a petición del armador, en el caso de daños a la carga del buque, los arreglos necesarios con las aseguradoras, la inspección marítima, los surveyors, etc.

## Contraprestación
Por sus servicios e intervención, y para su incentivo, el consignatario del buque —y el consignatario de la carga, si no coinciden— recibe un precio llamado «tasa de agencia», o simplemente «agencia».